# 入菩薩行論
『入菩薩行論』（にゅうぼさつぎょうろん、梵: Bodhisattvacaryāvatāra、ボーディサットヴァチャリヤーヴァターラ）は、インドのナーランダー僧院の僧侶シャーンティデーヴァ（寂天）によって700年頃にサンスクリット詩として作られたとされる大乗仏教の典籍である。『入菩提行論』（にゅうぼだいぎょうろん、Bodhicaryāvatāra、ボーディチャリヤーヴァターラ）とも。
中観流の倫理を説示した論書として、10世紀後半以降のインド後期大乗仏教と後伝期チベット仏教において重んじられた。ベルギーのインド学者ルイ・ド・ラ・ヴァレ・プサンによる仏訳をはじめとして幾度も西洋語に翻訳されており、20世紀以降は欧米でも夙に有名な仏典である。

## 諸本
現在伝わっている『入菩薩行論』には、サンスクリット諸写本、チベット語訳、宋代の漢訳（天息災訳『菩提行経』）、モンゴル語訳（チベット語からの重訳）がある。また、近年では敦煌文献の中に著者名をアクシャヤマティ(Akṣayamati)とする同論の異本があることが知られている。この敦煌出土チベット語写本は現行梵本の2章と3章が分離していない9章立てになっており、後代の増広を経た10章からなる現行の梵本や蔵本よりも原形に近いと推定されている
。天息災による漢訳『菩提行経』は、聖龍樹菩薩が経典の偈頌を撰して作ったという体裁を取っており、シャーンティデーヴァの述作とする梵本やチベット訳と相違する。また、現行梵本の第3・4章に当たる部分がなく、第三「護戒品」が第5章に対応し、全八品となっている。

## 構成
『入菩薩行論』には十の章があり、全体として、六波羅蜜の実践を通じて菩提心（利他の精神と結びついた、悟りを求めるこころ）を発達させることをテーマとしている。覚りを得ようと発願することの功徳を説く章から本文は始まる。忍辱波羅蜜についての第6章は、この主題について書かれたものの高峰だと多くのチベット仏教徒がみなしているものであり、シャーンティデーヴァの言葉とされる数多くの引用句の原典である。チベット人の学僧たちは第9章「智慧」を中観派の見解を最も簡潔に説明したもののひとつだと考えている。第10章はチベット仏教では最もよく知られた大乗の祈願文のひとつである。

## 各章の概要
1. 菩提心の利福（他者のために全き悟りに至らんとする発願）
2. 罪業の懺悔
3. 菩提心の摂取
4. 菩提心の不放逸
5. 正知の護戒
6. 忍辱の実践
7. 精進の実践
8. 禅定の実践
9. 智慧の実践
10. 廻向

## 註釈文献
旧本に対する著者不明の『解説細疏』、プラジュニャーカラマティによる『入菩提行論細疏』(bodhicaryāvatārapañjikā)がある。ソナム・ツェモ、プトゥン、タルマリンチェン、ジュ・ミパム('ju mi pham)など多くのチベットの学僧が本書の註釈を物している。

## 日本語訳
- シャンテ・デーヴァ 『入菩薩行』 河口慧海訳、博文館、1921年（底本：チベット大蔵経・東京大学附属図書館所蔵ナルタン版テンギュル、参照としてペトログラード学士会院1891年版、および印度仏典出版協会雑誌版の梵本）
  - 改訂版 『入菩薩行 河口慧海著作選集 第12巻』慧文社、2016年
- ゲシェー・ソナム・ギャルツェン・ゴンタ、西村香（訳註）「チベット仏教・菩薩行を生きる―精読・シャーンティデーヴァ『入菩薩行論』」、大法輪閣、2002年5月、ISBN 978-4804611839
  - ゲシェー・ソナム・ギャルツェン・ゴンタ、西村香（訳註）「精読・シャーンティデーヴァ 入菩薩行論 （ポタラ・カレッジ チベット仏教叢書４）」、チベット仏教普及協会、2009年、ISBN 978-4-903568-04-1 （上記の複写製版）
- 中村元 『現代語訳 大乗仏典7 論書・他』 東京書籍、2004年（漢訳本『菩提行経』訓読・梵本和訳対照。部分訳。）
- シャーンティデーヴァ 『菩薩を生きる 入菩薩行論』 寺西のぶ子訳、長澤廣青監修、バベルプレス、2011年（英訳からの重訳。底本の記載なし。）
- 松川慧照『菩薩の生き方 解説・入菩提行論』ヨーガスクール・カイラス、2006年